# Brian Priske
Brian Priske Pedersen (Horsens, 14 de mayo de 1977) es un exfutbolista y entrenador danés que jugaba como defensa. Desde la temporada 2025-26 dirige al A. C. Sparta Praga.

## Carrera

### Como jugador
Nacido en Horsens, Priske comenzó su carrera en el club danés Stensballe IK, un club de los suburbios de la ciudad. Más tarde, se mudó al Horsens Forenede Sportsklubber (HFS), ahora llamado AC Horsens para luego pasar al Aarhus Fremad en 1997 antes de establecerse en el Aalborg BK en 1999. 
En el verano de 2003, fue fichado por el Genk donde jugó como lateral derecho un total de 68 encuentros. En agosto de 2005, fichó por el Portsmouth de la Premier League donde inicialmente se convirtió en jugador habitual, pero perdió brevemente este estatus con la llegada de Harry Redknapp como entrenador.
Para la temporada 2006-07 se marchó al Club Brujas, que buscaba un nuevo lateral derecho tras la marcha de Günther Vanaudenaerde y firmó un contrato por cuatro años. Sin embargo, en mayo de 2008 retornó a su país de origen para jugar en el Vejle BK. En la campaña 2009-10, fue cedido al F. C. Midtjylland y posteriormente al IK Start, donde puso fin a su carrera como futbolista profesional.

#### Selección internacional
Priske hizo su debut oficial con Dinamarca el 12 de febrero de 2003 cuando reemplazó a Jan Michaelsen en la victoria amistosa contra Egipto por 4-1. Más tarde, fue convocado para disputar la Eurocopa 2004, aunque solamente jugó 14 minutos en un encuentro contra Italia en la fase de grupos. Finalmente, disputó su último encuentro internacional el 17 de noviembre de 2007 en el partido de clasificación para la Eurocopa 2008 contra Irlanda del Norte. En total, participó en 24 encuentros y no convirtió goles.

### Como entrenador
Luego de retirarse como jugador, Priske regresó al F. C. Midtjylland en el verano de 2011 y se unió al equipo técnico de Glen Riddersholm como asistente. Después de que Riddersholm renunciara en 2015, se mantuvo en el mismo cargo con el nuevo entrenador Jess Thorup. A finales de la temporada 2015-16, dejó el club y se mudó al equipo técnico de Ståle Solbakken en el FC Copenhague, donde trabajó hasta septiembre de 2017.

#### F. C. Midtjylland
Después de varios meses sin club, el F. C. Midtjylland volvió a contratarlo en el verano de 2018, para ser nuevamente el asistente técnico de Jess Thorup y, tras su marcha en octubre de 2018, acompañó también a su sucesor Kenneth Andersen. En agosto de 2019, fue confirmado como entrenador del primer equipoy en su primera temporada logró ganar el campeonato con 14 puntos de ventaja sobre el FC Copenhague. El 29 de mayo de 2021, el club anunció que dejaría su cargo para marcharse a otro equipo europeo.

#### Royal Antwerp
En mayo de 2021, fue oficializado como entrenador del Royal Antwerp y firmó un contrato por dos temporadas. Luego de finalizar en la cuarta posición, fue relevado de sus funciones el 23 de mayo de 2022 por decisión de la directiva del club.

#### Sparta Praga
El 31 de mayo de 2022, fue nombrado como técnico del Sparta Praga. Durante la temporada 2022-23, conquistó la Liga Checa de Fútbol con una jornada de anticipación y cortó con una sequía del club de nueve años sin títulos de liga. Para la campaña 2023-24, el equipo terminó nuevamente campeón del campeonato local con 87 puntos y también logró el doblete luego de vencer al Viktoria Pilsen por 2-1 en la final de la Copa de la República Checa.

#### Feyenoord
El 12 de junio de 2024, dejó su cargo en el fútbol checo para asumir como entrenador del Feyenoord por tres temporadas. Sin embargo, fue destituido el 10 de febrero de 2025 debido a "resultados inconsistentes y falta de progreso" del equipo.

#### Nuevo ciclo en Sparta Praga
El 8 de junio de 2025, comenzó su segunda etapa al frente del Sparta Praga.

## Clubes

### Como jugador
| Club              | País       | Año       |
| ----------------- | ---------- | --------- |
| AC Horsens        | Dinamarca  | 1996-1997 |
| Aarhus Fremad     | Dinamarca  | 1997-1999 |
| Aalborg BK        | Dinamarca  | 1999-2003 |
| K. R. C. Genk     | Bélgica    | 2003-2005 |
| Portsmouth F. C.  | Inglaterra | 2005-2006 |
| Club Brujas       | Bélgica    | 2006-2008 |
| Vejle BK          | Dinamarca  | 2008-2010 |
| F. C. Midtjylland | Dinamarca  | 2010      |
| IK Start          | Noruega    | 2011      |

### Como entrenador
| Club                | País            | Año           |
| ------------------- | --------------- | ------------- |
| F. C. Midtjylland   | Dinamarca       | 2019-2021     |
| Royal Antwerp F. C. | Bélgica         | 2021-2022     |
| A. C. Sparta Praga  | República Checa | 2022-2024     |
| Feyenoord           | Países Bajos    | 2024-2025     |
| A. C. Sparta Praga  | República Checa | 2025-presente |

## Estadísticas como entrenador
| Equipo                               | Div.                | Temporada           | Liga  | Liga | Liga | Liga | Liga |       | Copa | Copa | Copa | Copa  |    | Internacional | Internacional | Internacional | Internacional | Internacional |   | Otros | Otros | Otros | Otros |    | Totales     | Totales | Totales | Totales | Totales | Totales | Totales | Totales |
| Equipo                               | Div.                | Temporada           | Part. | G    | E    | P    | Pos. | Part. | G    | E    | P    | Part. | G  | E             | P             | Pos.          | Part.         | G             | E | P     | Part. | G     | E     | P  | Rendimiento | GF      | GC      | Dif.    |         |         |         |         |
| ------------------------------------ | ------------------- | ------------------- | ----- | ---- | ---- | ---- | ---- | ----- | ---- | ---- | ---- | ----- | -- | ------------- | ------------- | ------------- | ------------- | ------------- | - | ----- | ----- | ----- | ----- | -- | ----------- | ------- | ------- | ------- | ------- | ------- | ------- | ------- |
| F. C. Midtjylland Dinamarca          | 1.ª                 | 2019-20             | 30    | 21   | 3    | 6    | 1.º  | 1     | 0    | 0    | 1    | -     | -  | -             | -             | -             | -             | -             | - | -     | 31    | 21    | 3     | 7  | 70.97%      | 53      | 28      | +25     |         |         |         |         |
| F. C. Midtjylland Dinamarca          | 1.ª                 | 2020-21             | 32    | 18   | 6    | 8    | 2.º  | 6     | 4    | 1    | 1    | 10    | 3  | 3             | 4             | FG            | -             | -             | - | -     | 48    | 25    | 10    | 13 | 59.02%      | 78      | 52      | +26     |         |         |         |         |
| F. C. Midtjylland Dinamarca          | Total               | Total               | 62    | 39   | 9    | 14   | -    | 7     | 4    | 1    | 2    | 10    | 3  | 3             | 4             | -             | -             | -             | - | -     | 79    | 46    | 13    | 20 | 63.72%      | 131     | 80      | +51     |         |         |         |         |
| Royal Antwerp F. C. · Bélgica        | 1.ª                 | 2021-22             | 40    | 20   | 7    | 13   | 4.º  | 1     | 0    | 0    | 1    | 8     | 2  | 2             | 4             | FG            | -             | -             | - | -     | 49    | 22    | 9     | 18 | 51.02%      | 69      | 64      | +5      |         |         |         |         |
| Royal Antwerp F. C. · Bélgica        | Total               | Total               | 40    | 20   | 7    | 13   | -    | 1     | 0    | 0    | 1    | 8     | 2  | 2             | 4             | -             | -             | -             | - | -     | 49    | 22    | 9     | 18 | 51.02%      | 69      | 64      | +5      |         |         |         |         |
| A. C. Sparta Praga · República Checa | 1.ª                 | 2022-23             | 35    | 23   | 9    | 3    | 1.º  | 5     | 3    | 1    | 1    | 2     | 0  | 1             | 1             | 2.ªR          | -             | -             | - | -     | 42    | 26    | 11    | 5  | 70.63%      | 90      | 42      | +48     |         |         |         |         |
| A. C. Sparta Praga · República Checa | 1.ª                 | 2023-24             | 35    | 27   | 6    | 2    | 1.º  | 5     | 5    | 0    | 0    | 14    | 5  | 3             | 6             | 1/8           | -             | -             | - | -     | 54    | 37    | 9     | 8  | 74.08%      | 117     | 63      | +54     |         |         |         |         |
| Feyenoord · Países Bajos             | 1.ª                 | 2024-25             | 21    | 11   | 6    | 4    | Inc. | 3     | 2    | 0    | 1    | 8     | 4  | 1             | 3             | Inc.          | 1             | 0             | 1 | 0     | 33    | 17    | 8     | 8  | 59.6%       | 74      | 55      | +19     |         |         |         |         |
| Feyenoord · Países Bajos             | Total               | Total               | 21    | 11   | 6    | 4    | -    | 3     | 2    | 0    | 1    | 8     | 4  | 1             | 3             | -             | 1             | 0             | 1 | 0     | 33    | 17    | 8     | 8  | 59.6%       | 74      | 55      | +19     |         |         |         |         |
| A. C. Sparta Praga · República Checa | 1.ª                 | 2025-26             | 5     | 4    | 1    | 0    | -    | 0     | 0    | 0    | 0    | 4     | 3  | 0             | 1             | -             | -             | -             | - | -     | 9     | 7     | 1     | 1  | 81.48%      | 21      | 8       | +13     |         |         |         |         |
| A. C. Sparta Praga · República Checa | Total               | Total               | 75    | 54   | 16   | 5    | -    | 10    | 8    | 1    | 1    | 20    | 8  | 4             | 8             | -             | -             | -             | - | -     | 105   | 70    | 21    | 14 | 73.34%      | 228     | 113     | +115    |         |         |         |         |
| Total en su carrera                  | Total en su carrera | Total en su carrera | 198   | 124  | 38   | 36   | -    | 21    | 14   | 2    | 5    | 46    | 17 | 10            | 19            | -             | 1             | 0             | 1 | 0     | 266   | 155   | 51    | 60 | 64.66%      | 502     | 312     | +190    |         |         |         |         |
| 1. 2. 3.                             |                     |                     |       |      |      |      |      |       |      |      |      |       |    |               |               |               |               |               |   |       |       |       |       |    |             |         |         |         |         |         |         |         |

### Resumen por competiciones
| Competición                   | Partidos | Ganados | Empatados | Perdidos | %      | Resultado        |
| ----------------------------- | -------- | ------- | --------- | -------- | ------ | ---------------- |
| Superliga de Dinamarca        | 62       | 39      | 9         | 14       | 67.74% | Campeón          |
| Copa de Dinamarca             | 7        | 4       | 1         | 2        | 61.9%  | Semifinales      |
| Primera División de Bélgica   | 40       | 20      | 7         | 13       | 55.83% | 4.º lugar        |
| Copa de Bélgica               | 1        | 0       | 0         | 1        | 0%     | Sexta ronda      |
| Liga Checa de Fútbol          | 75       | 54      | 16        | 5        | 79.11% | Campeón          |
| Copa de la República Checa    | 10       | 8       | 1         | 1        | 83.33% | Campeón          |
| Eredivisie                    | 21       | 11      | 6         | 4        | 61.9%  | 5.º lugar        |
| Copa de los Países Bajos      | 3        | 2       | 0         | 1        | 66.67% | Cuartos de final |
| Supercopa de los Países Bajos | 1        | 0       | 1         | 0        | 33.33% | Campeón          |
| Liga de Campeones de la UEFA  | 20       | 7       | 6         | 7        | 45%    | Fase de grupos   |
| Liga Europa de la UEFA        | 20       | 7       | 3         | 10       | 40%    | Octavos de final |
| Liga Conferencia de la UEFA   | 6        | 3       | 1         | 2        | 55.56% | Segunda ronda    |
| Total                         | 266      | 155     | 51        | 60       | 64.66% | 5 títulos        |

## Palmarés

### Como jugador

#### Títulos nacionales
| Título                 | Club        | País      | Año     |
| ---------------------- | ----------- | --------- | ------- |
| Superliga de Dinamarca | Aalborg BK  | Dinamarca | 1998-99 |
| Copa de Bélgica        | Club Brujas | Bélgica   | 2006-07 |

### Como entrenador

#### Títulos nacionales
| Título                        | Club               | País            | Año     |
| ----------------------------- | ------------------ | --------------- | ------- |
| Superliga de Dinamarca        | F. C. Midtjylland  | Dinamarca       | 2019-20 |
| Liga Checa de Fútbol          | A. C. Sparta Praga | República Checa | 2022-23 |
| Liga Checa de Fútbol          | A. C. Sparta Praga | República Checa | 2023-24 |
| Copa de la República Checa    | A. C. Sparta Praga | República Checa | 2023-24 |
| Supercopa de los Países Bajos | Feyenoord          | Países Bajos    | 2024    |